# Duchesse d'Albe
ʽDuchesse d'Albe’ est un cultivar de rosier obtenu en 1903 par le rosiériste français Louis Lévêque. Il rend hommage à la duchesse d'Albe (d) née María del Rosario Falcó y Osorio (1858-1904), membre d'une famille des plus importantes de l'aristocratie espagnole, dame d'honneur à la Cour d'Espagne, historienne érudite morte à Paris.

## Description
Ce buisson érigé au feuillage vert foncé et dense peut s'élever entre 90 cm et 120 cm pour une largeur de 60 cm. Il est vigoureux et sain. Ses roses sont grosses, doubles (17-25 pétales), globulaires, en forme de coupe. Leur coloris est rose foncé carmin de plus en plus pâle au fur et à mesure de leur épanouissement avec parfois des reflets argentés ou cuivrés,. La floraison est remontante. Elles sont parfumées, surtout le matin.
Cette variété supporte des températures à -15 °C.
Cette rose est rarement commercialisée aujourd'hui et parfois étiquetée de façon erronée, les produits présentés ne correspondant pas à sa description d'origine.